# L-ATV
L-ATV (Light Combat Tactical All-Terrain Vehicle) は、アメリカ合衆国のオシュコシュ・コーポレーションによって開発された4×4輪駆動の装輪式多目的軍用車両である。
1980年代から現在に至るまでアメリカ軍 (陸軍、海兵隊など)で広く使用されているハンヴィーの後継車種を選定するJLTV (統合軽戦術車両) 計画の車種として、2015年8月25日に採用された。
L-ATVは比較的小型軽量でありながら、MRAPやM-ATVと同等の防護能力を持つものとして設計されており、M1114やM1151といった装甲ハンヴィーの後継として運用されるものと見られている。(当初のJLTV計画では全てのハンヴィーを更新する予定であったが、その後、装甲型ハンヴィーを中心に更新する方針に変更されている。)
JLTVの調達計画によれば、L-ATVは2019年から2040年にかけてアメリカ陸軍に49,099両が導入され、またアメリカ海兵隊には2020年から2022年にかけて5,500両が導入される予定である。

## 開発の背景
イラク戦争後の駐留期間に、アメリカ軍のハンヴィーが地雷や仕掛け爆弾（IED）により甚大な被害を受けたことを背景として2007年頃よりJLTV計画が開始された。
同じころにアメリカ軍は兵士の被害を減らすため、緊急的にMRAPと呼ばれる地雷に対して高い防御能力を持つ一連の装輪装甲車を多数調達していたが、MRAPは防御力を高めた結果として車体重量が重く、陸軍のCH-47や海兵隊のCH-53Eでの空輸が困難であった事から、MRAPと同等レベルの防護能力を持ちながら車体重量をMRAPの2/3程度に抑えたJLTVの開発が進められることとなった。

## 開発史
オシュコシュ社は初期のJLTV計画にノースロップ・グラマン、プラサンと共に共同提案を行っていた（2008年2月）が、この提案は2008年10月に選定から脱落した。
その後、JLTV計画とは別に進められていた、MRAPの高機動タイプの改良型を選定するM-ATV (MRAP All Terrain Vehicle) の調達計画で、2009年にオシュコシュ社の提案した車両が選定された。
オシュコシュ社は初期JLTV提案車両やM-ATVの設計を元にJLTVの要求仕様に適合する車両を開発を進め、2011年10月に合衆国陸軍協会でL-ATVを初公開した。この公開は広く一般に公開されたものではなく、招待客向けの限定された公開であった。この時点でL-ATVは、これまでオシュコシュ社が製造していた軍用車両の中でも最も軽量のものであった。この公開の中でオシュコシュ社は、L-ATVで再度JLTV計画に参入する事を示唆した。
ジェーン・インフォメーション・グループの取材によれば、L-ATVの開発の基礎は2008年に先に脱落した初期JLTV車両を元にしており、いくつかの構成要素の開発は2005年頃から行われているとされている。
2012年1月から3月にJLTVのEMDフェイズ（Engineering and Manufacturing Development phase, 生産技術開発フェイズ）の入札募集が行われ、オシュコシュ社のL-ATVも参入を表明した。
そして2012年8月に、オシュコシュ社のL-ATV、ロッキード・マーティンのJLTV、AMゼネラルのBRV-Oの三種類がEMDフェイズ選定計画で合格となり、各22両の試作車両でのテストが行われる事となった。
2013年2月には、オシュコシュ社はJLTVの2種類の要求仕様のうちの1種類である、2人乗りの汎用輸送タイプ "CSV" (Combat Support Vehicle) 型のL-ATVの試作車を公開した。また6月には、バージニア州クアンティコで行われたJLTV計画本部が主催するイベントにL-ATVの試作車が参加し、オフロード走行のデモンストレーションで成功を収めた。
2013年8月には三社から各22両、計66両のJLTV試作車両の提供が完了し、メリーランド州のアバディーン性能試験場、およびアリゾナ州のユマ性能試験場において試験が開始された。2014年7月にはL-ATVと外部ネットワークのデータリンク試験が完了し、また総計20万マイルの走行試験、信頼性・可用性・保守性評価試験なども順調に進められた。
そして2015年8月25日、JLTV計画の車種としてL-ATVが選定されたと発表された。

## 構造
L-ATVの走行装置にはオシュコシュ社によって開発された"TAK-4i"独立懸架サスペンションシステムが採用されている。このシステムは既に生産された約26,000両のオシュコシュ社製の軍用車両、M-ATV・MTVR・LVSRなどに採用されているモジュール化されたダブルウィッシュボーン式サスペンションで、クーガー装甲車やRG-33へのレトロフィットも可能なシステムである.。L-ATVに搭載されるバージョンのTAK-4iの詳細は明らかではないが、車高調整システムおよび、従来のものより25％広い約50cmのホイール可動範囲を持つものであるとされている。
搭載されるエンジンは、デジタル制御されたGM製V8-6.6Lディーゼルエンジンで、出力は明らかにされていないが300hp以上であると考えられる。
L-ATVの装甲防御能力は装甲型ハンヴィーのそれよりも高く、既存のMRAPの車種と同等レベルとなっているが、車体サイズはMRAPに比べ小型軽量になっている。L-ATVより前に開発されたM-ATVも既存のMRAPに比べれば小型化されていたが、それでもハンヴィーに比べればかなり大型であった。L-ATVではあらゆる要素の小型化により車体重量が6,400kgに抑えられており、これはMRAP車種の1/3から1/2程度の車体重量となっている。
L-ATVはA-キット (A-kit) / B-キット (B-kit)と呼ばれる追加装甲パッケージを装着可能となっており、A-キットは生産時に装着される増加装甲パッケージであるのに対し、B-キットは必要に応じて戦場で装着あるいは取り外し可能なモジュール式の増加装甲である。
武装としてはM-ATVと同様に、装甲銃塔キット（OGPKなど）あるいはリモコン式銃塔（M153 CROWS IIなど）を搭載してM2重機関銃やMk19グレネードランチャー、あるいは対戦車ミサイルを搭載可能である。また必要に応じて、煙幕展開用のスモークディスチャージャーを装備可能である。
|          | 軽装甲機動車 | VBL      | エノク  | コブラ   | LMV       | イーグル |
| -------- | ------------ | -------- | ------- | -------- | --------- | -------- |
| 画像     |              |          |         |          |           |          |
| 全長     | 4.4 m        | 3.87 m   | 4.82 m  | 5.23 m   | 5.50 m    | 5.37 m   |
| 全幅     | 2.04 m       | 2.02 m   | 1.90 m  | 2.22 m   | 2.05 m    | 2.16 m   |
| 全高     | 1.85 m       | 1.70 m   | 1.90 m  | 2.10 m   | 1.95 m    | 2.0 m    |
| 重量     | 約4.5 t      | 約3.59 t | 約5.4 t | 約6.2 t  | 約6.5 t   | 約8.5 t  |
| 最高速度 | 100 km/h     | 95 km/h  | 96 km/h | 115 km/h | 130 km/h  | 110 km/h |
| 乗員数   | 1+3 - 4名    | 2 - 3名  | 2 - 6名 | 1+8名    | 1+3 - 6名 | 1+4名    |

|          | EQ2050   | GAZ-2330 | ハスキーTSV     | ホークアイ | KLTV     | L-ATV    |
| -------- | -------- | -------- | --------------- | ---------- | -------- | -------- |
| 画像     |          |          |                 |            |          |          |
| 全長     | 4.97 m   | 5.70 m   | 5.84 - 6.86 m   | 5.78 m     | 4.90 m   | 6.2 m    |
| 全幅     | 2.134 m  | 2.30 m   | 2.438 m         | 2.39 m     | 2.20 m   | 2.5 m    |
| 全高     | 1.916 m  | 2.30 m   | 2.311 - 2.362 m | 2.39 m     | 2.0 m    | 2.6 m    |
| 重量     | 約3.25 t | 約7.6 t  |                 | 約7.0 t    | 約5.7 t  | 約6.4 t  |
| 最高速度 | 135 km/h | 140 km/h |                 | 130 km/h   | 130 km/h | 110 km/h |
| 乗員数   | 1+3名    | 2+10名   | 2+2名           | 1+4 - 5名  | 1+6名    | 1+3名    |

## 派生型
JLTVの要求仕様に基づき、乗員4名+積載容量1,600kgのCTV (Combat Tactical Vehicle)、戦闘戦術車両と呼ばれるタイプと、乗員2名+積載容量2,300kgのCSV (Combat Support Vehicle)、戦闘支援車両と呼ばれるタイプが開発されている。
また、アメリカ軍がJLTV計画とは別に進めていたLRV (Light Reconnaissance Vehicle、軽偵察車両) 計画の車種に、JLTVで選定されたL-ATVを転用する方針が発表されている。LRVの要求仕様に適合させるため、この仕様のL-ATVは座席数の増加や武装強化など、いくつかの改修が実施されるものと考えられる。
アメリカ海兵隊は本車両にNSM対艦ミサイル2連装発射機を載せたNMESISを開発している。NMESISは無人車両で、2023年にアメリカ海兵隊に納入されている。

## 画像

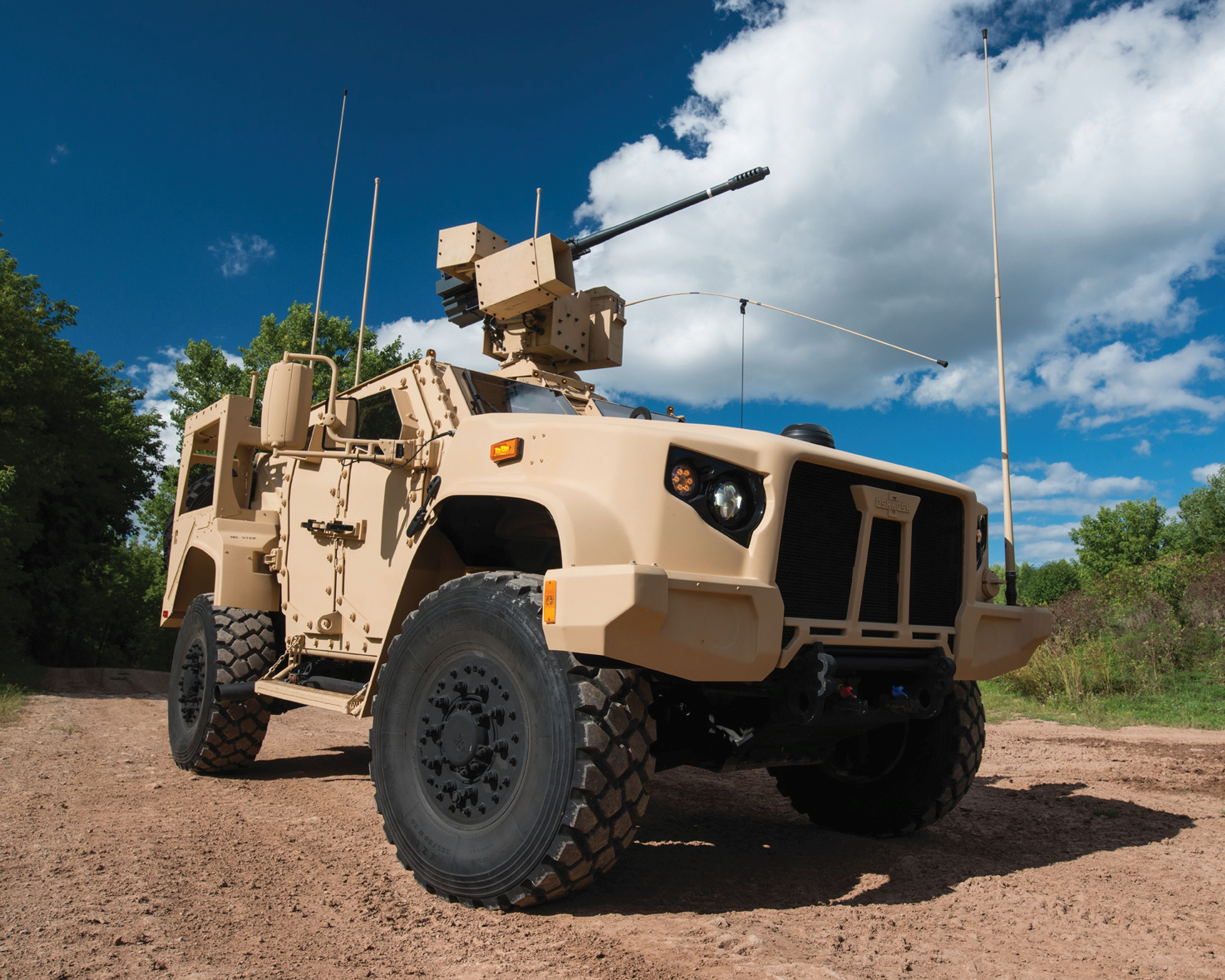
EOS R-400S MK-II RWSを搭載し、ATK M230 30mmチェーンガンを装備したL-ATV。
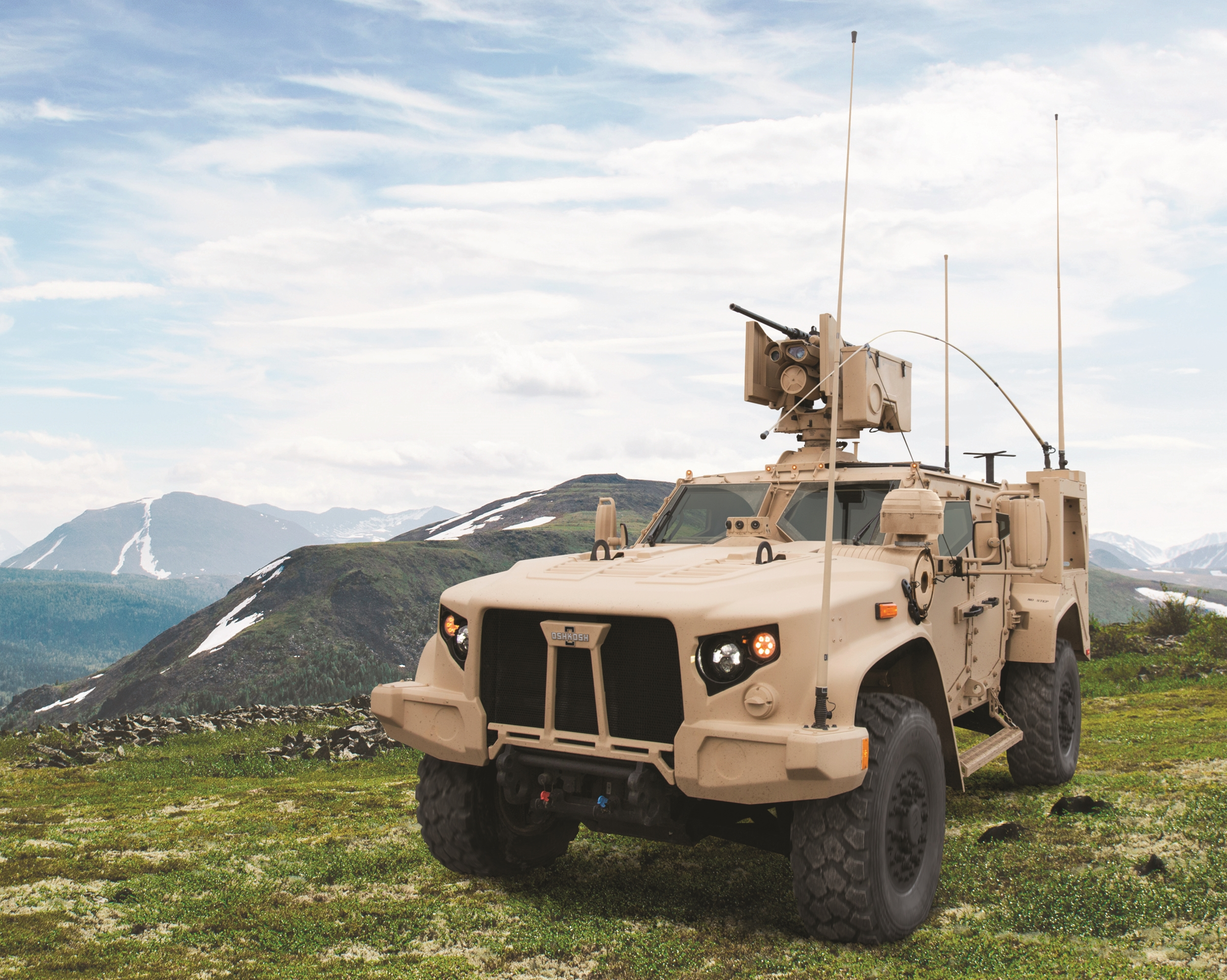
M153 CROWS II RWSを搭載し、M2重機関銃を装備したL-ATV。
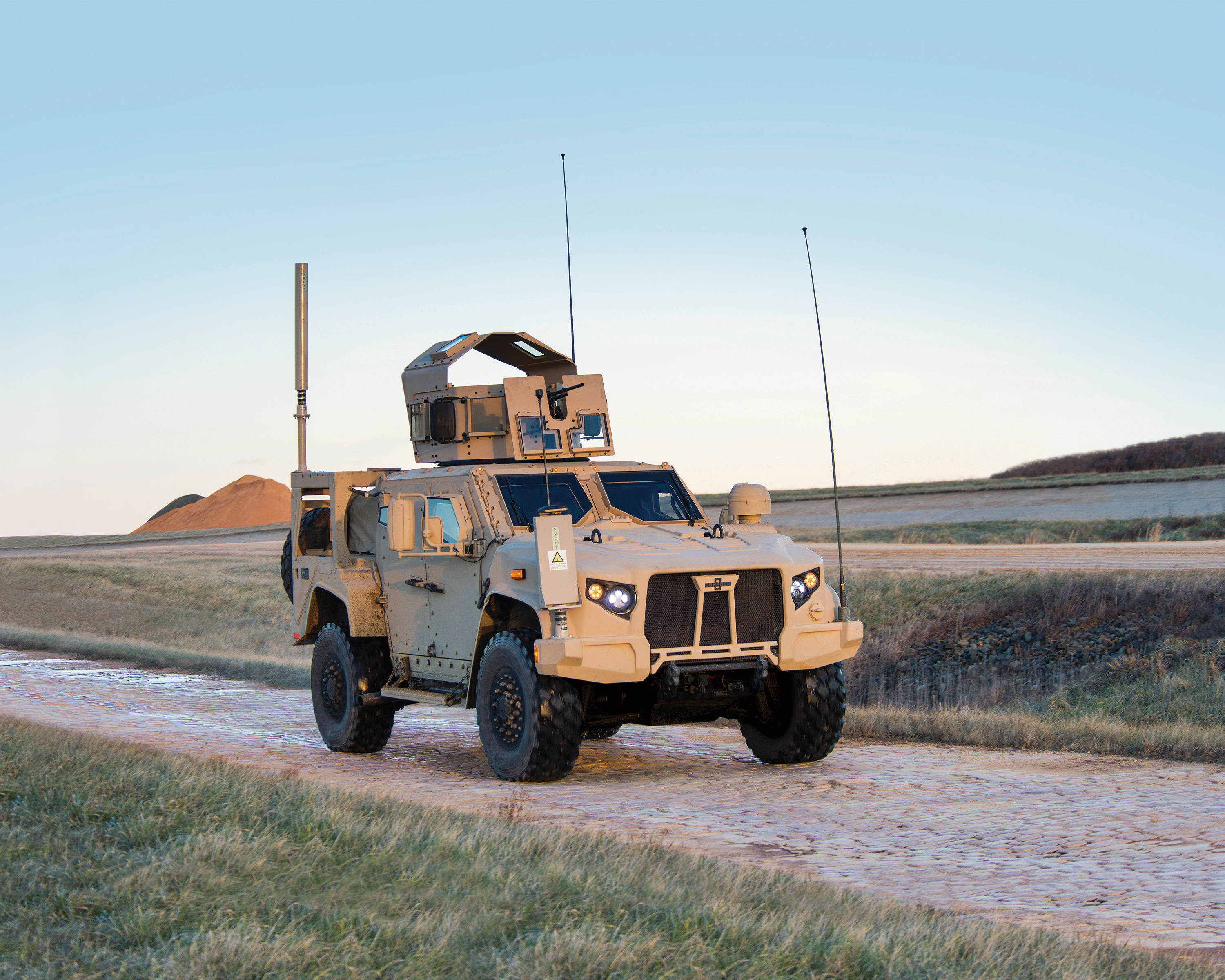
装甲銃塔（OGPK）、および AN/VLQ-12 CREW DUKE IED作動妨害装置を装備したL-ATV。
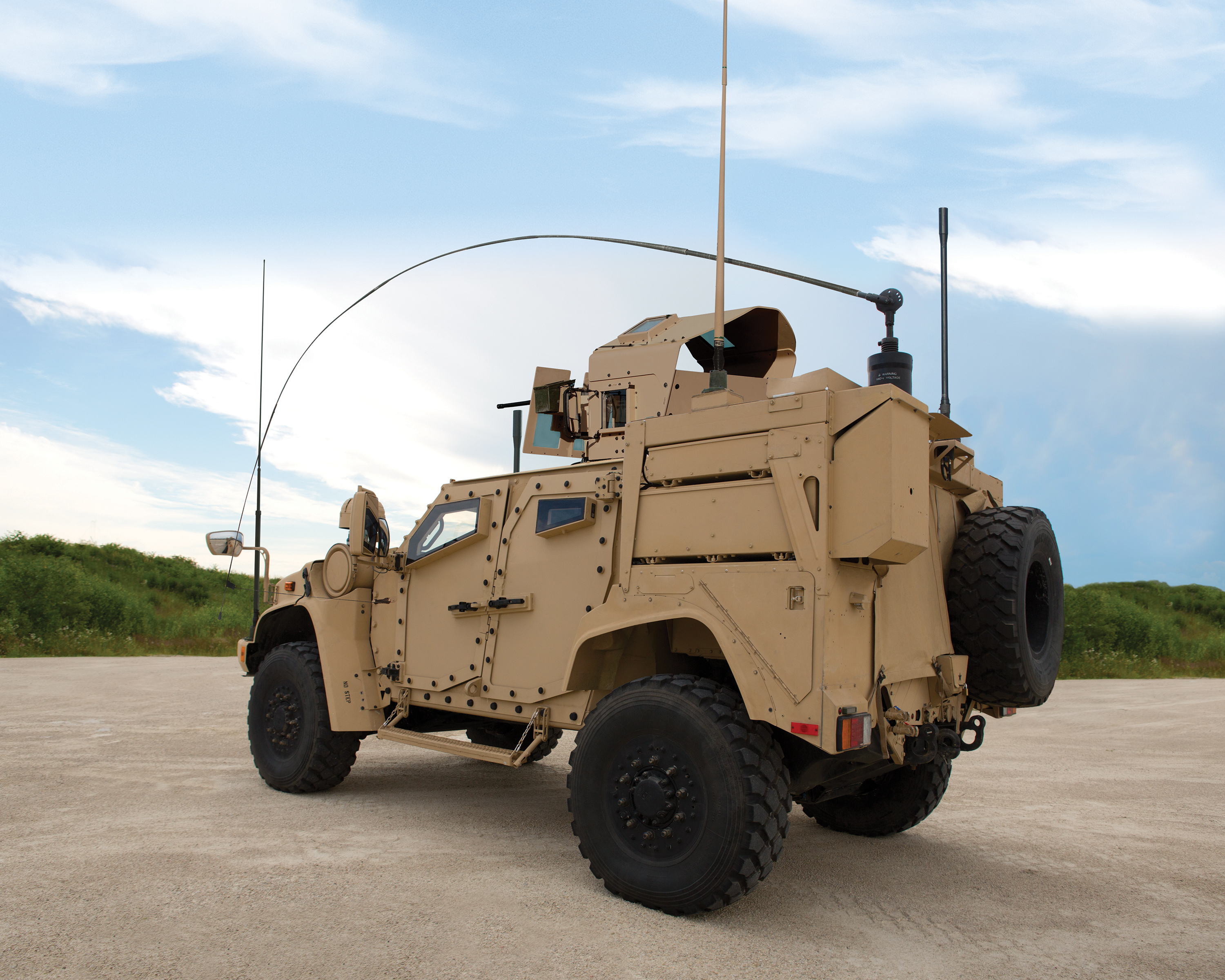
L-ATVの車体後部。
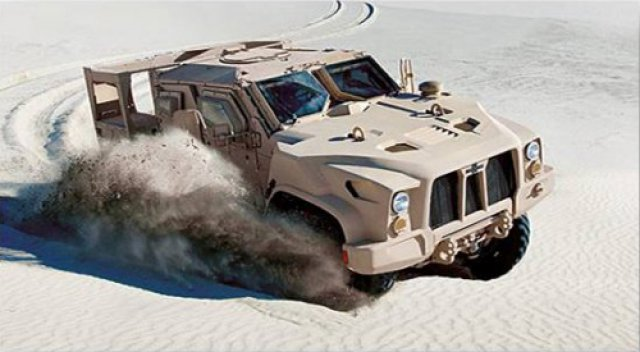
砂地を走行するL-ATV（試作車両）。
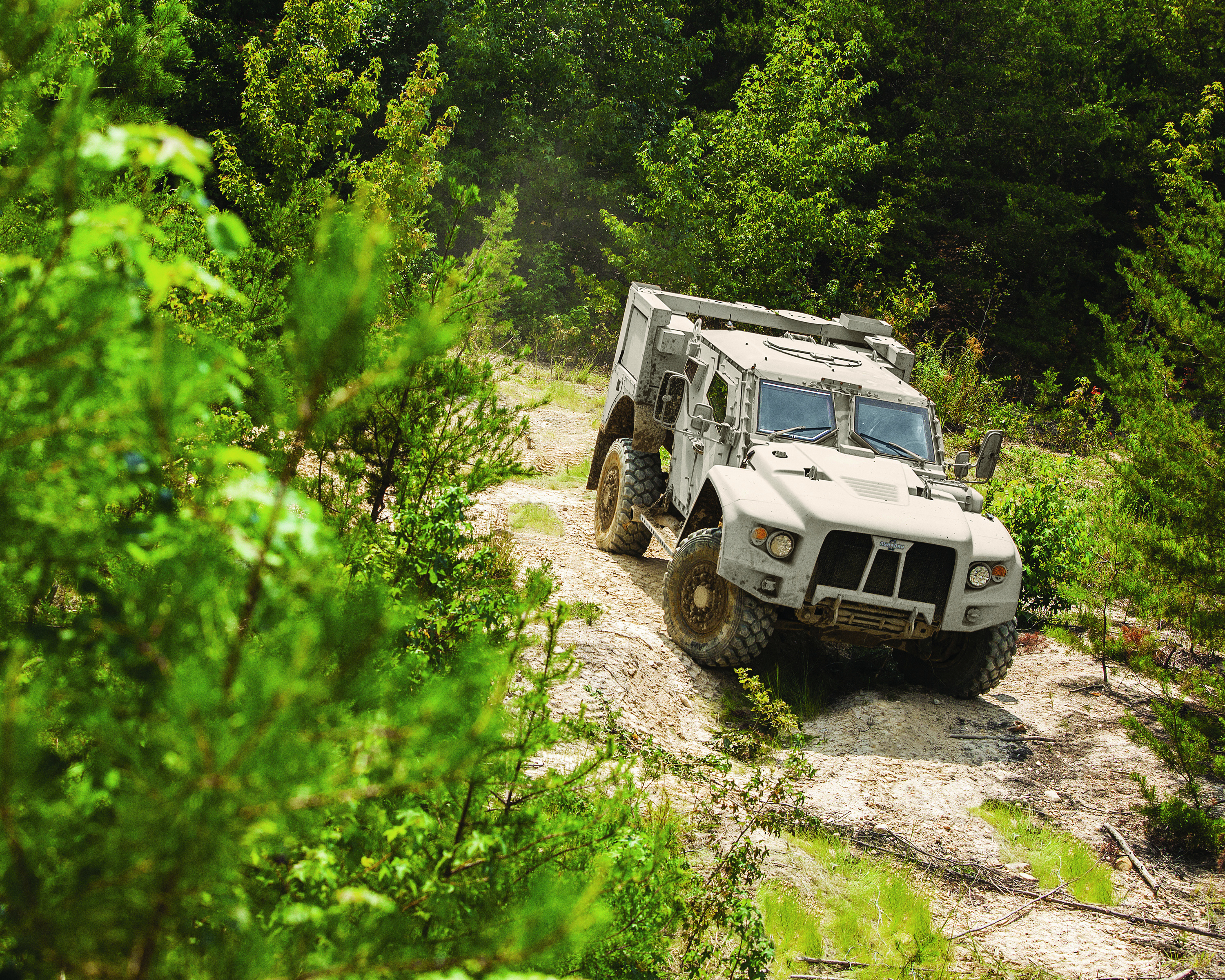
不整地を走行するL-ATV（試作車両）。
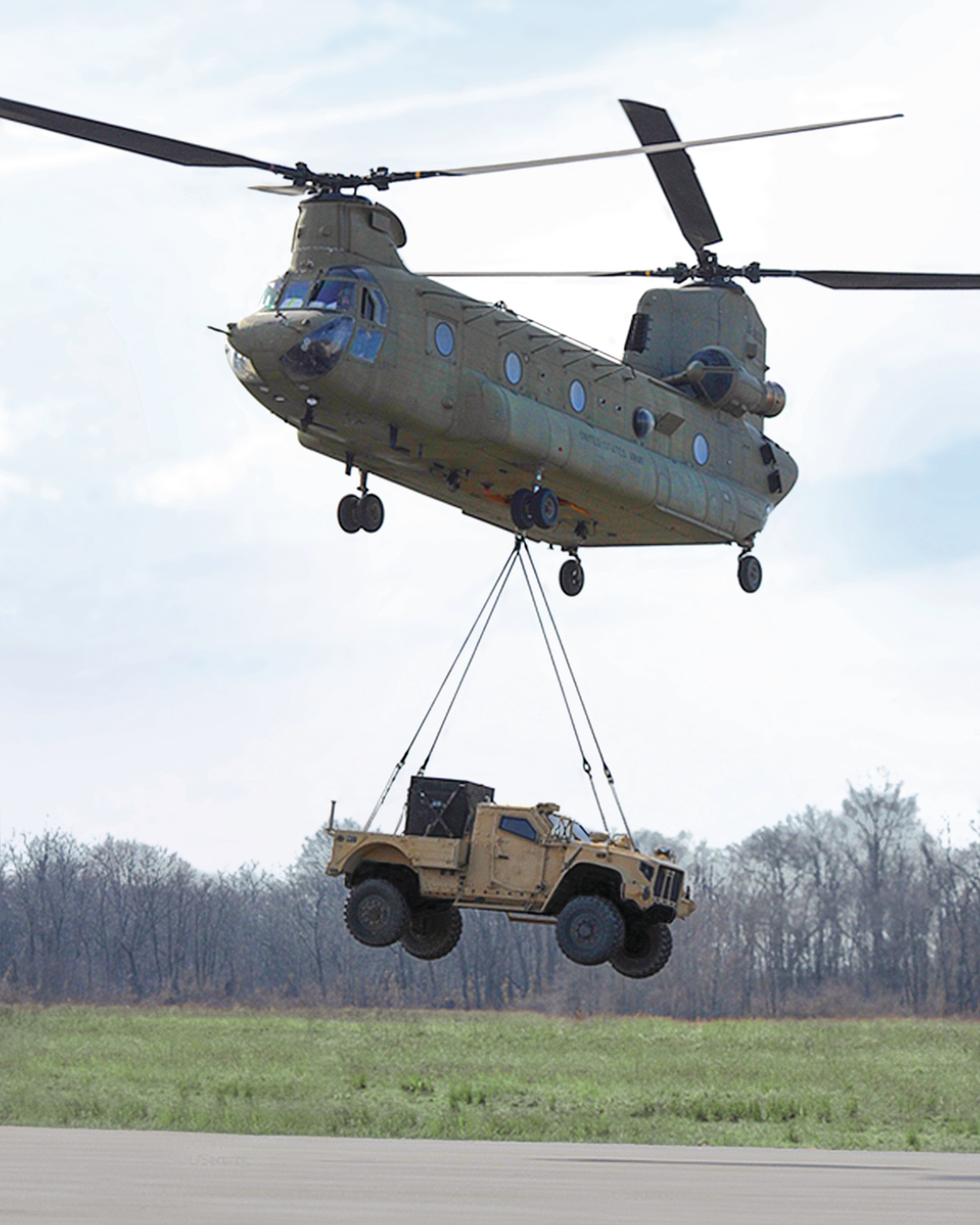
CH-47により空輸されるL-ATV。
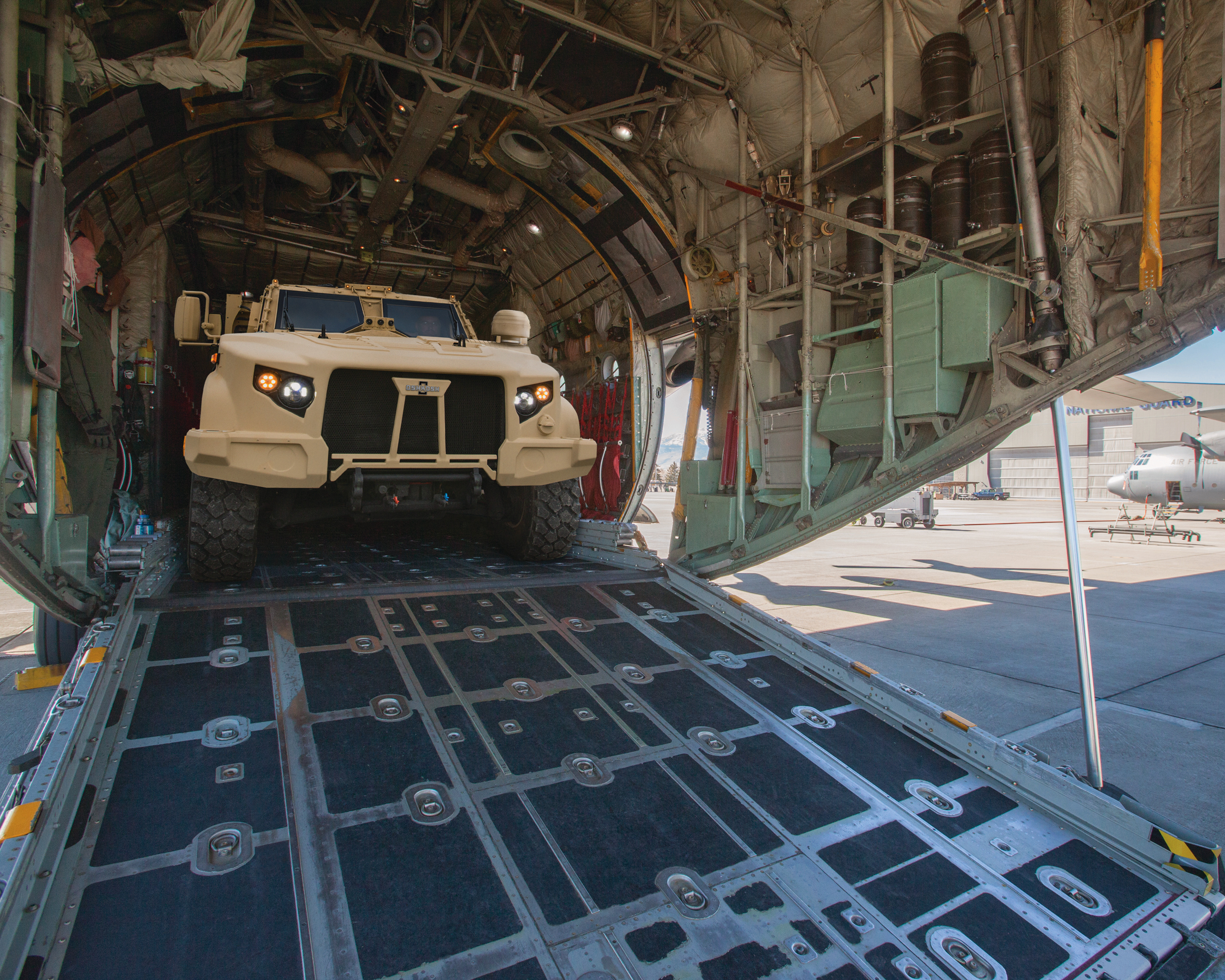
C-130により空輸されるL-ATV。
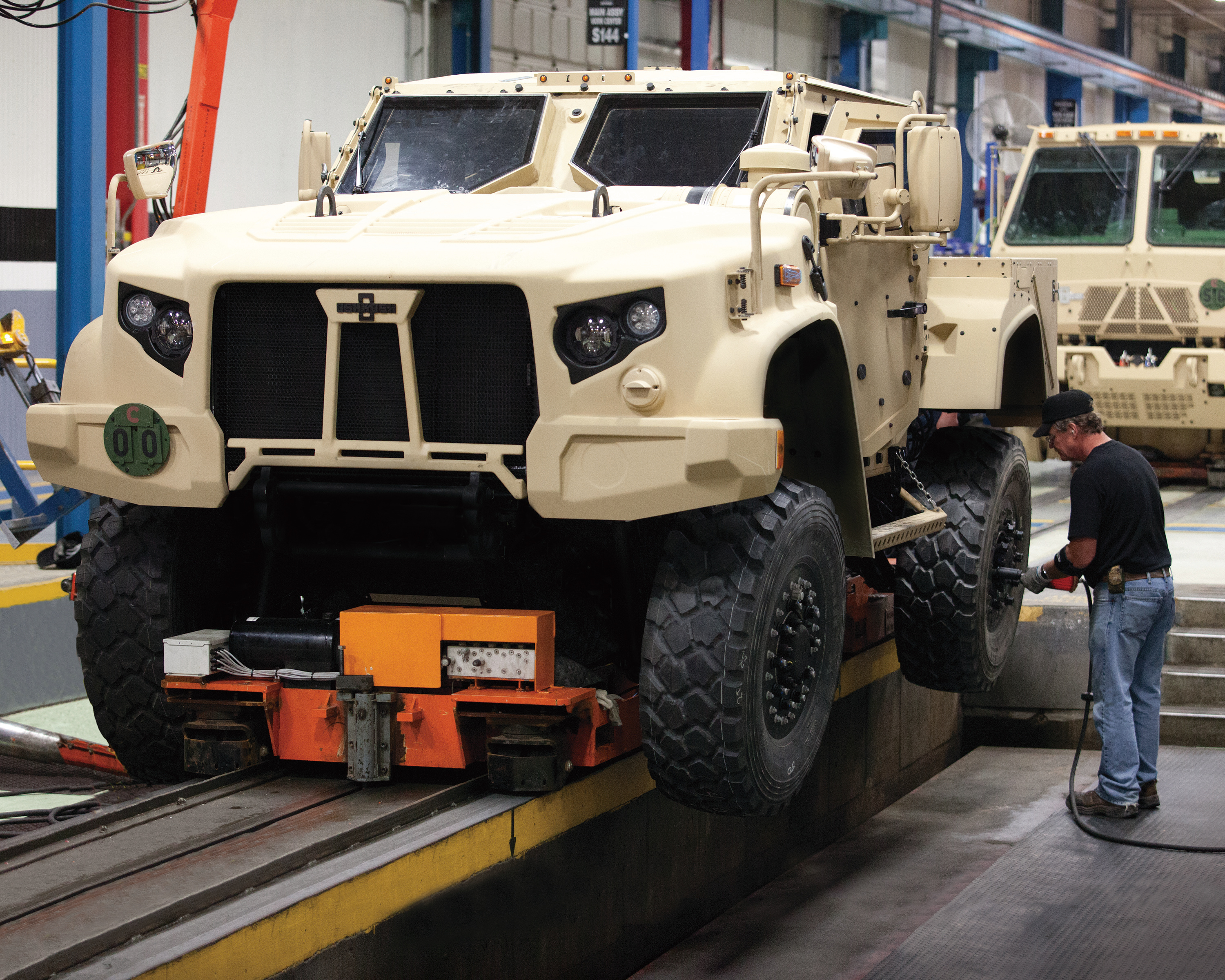
オシュコシュ社の組み立てライン上のL-ATV。
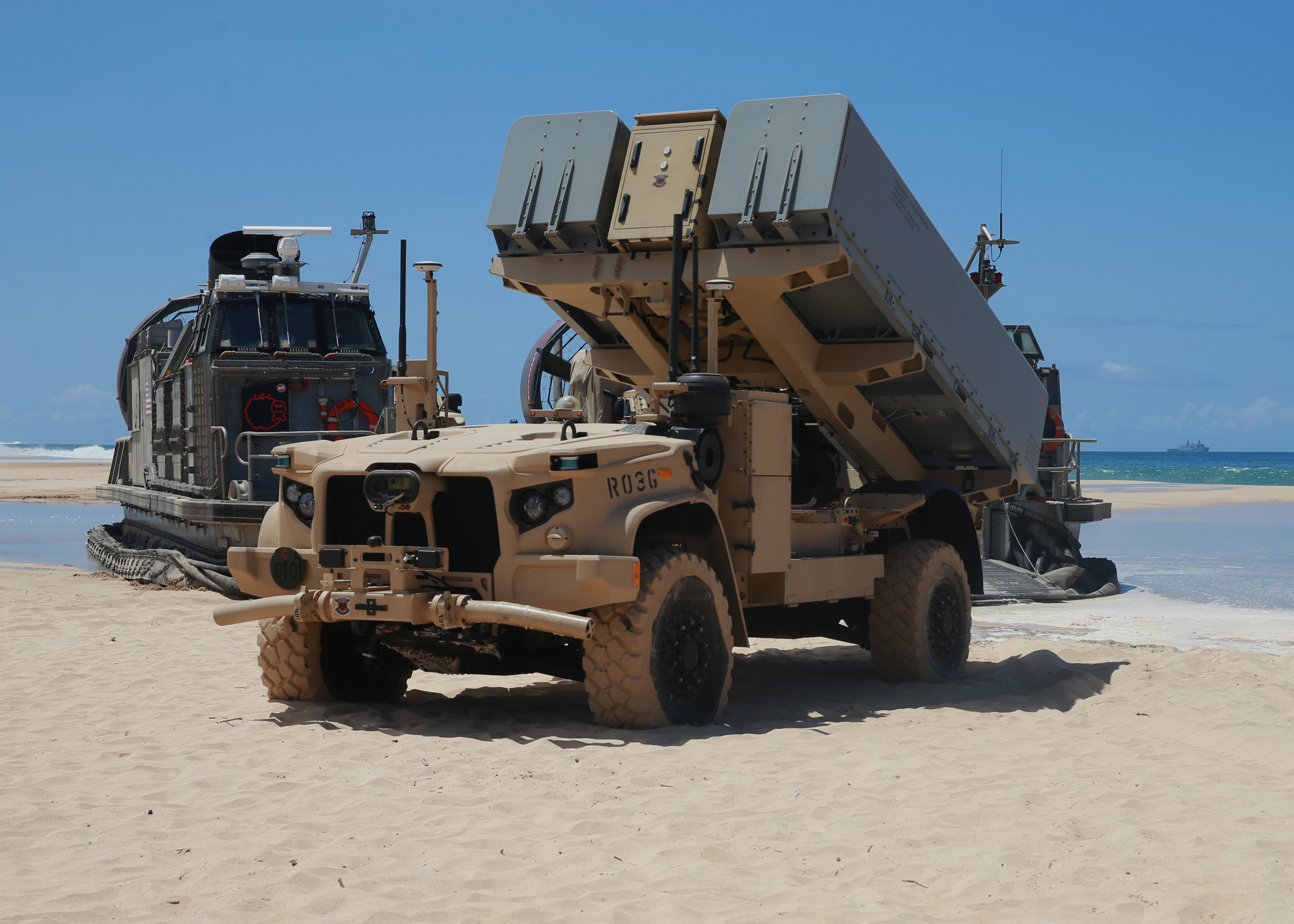
アメリカ海兵隊がL-ATVの車体を元に開発した無人地対艦ミサイル発射機「NMESIS」